# Кешав Датт
Кешав Датт (29 грудня 1925 — 7 липня 2021) — індійський хокеїст на траві.
Олімпійський чемпіон 1948, 1952 років.